# Brahea dulcis
Brahea dulcis là loài thực vật có hoa thuộc họ Arecaceae. Loài này được (Kunth) Mart. mô tả khoa học đầu tiên năm 1838.